# Bisdom Bokungu-Ikela
Het bisdom Bokungu-Ikela (Latijn: Dioecesis Bokunguensis-Ikelaensis) is een rooms-katholiek bisdom in Congo-Kinshasa met als zetel Bokungu. Het is een suffragaan bisdom van het aartsbisdom Mbandaka-Bikoro en werd opgericht in 1961. 
In 1961 werd het opgericht als het bisdom Ikela, dat in 1967 werd hernoemd naar het bisdom Bokungu–Ikela. De eerste bisschop was de Duitse missionaris van het Heilig Hart, Joseph Weigl. In 2018 telde het bisdom 15 parochies. Het bisdom heeft een oppervlakte van 42.000 km2 en telde in 2018 766.000 inwoners waarvan 38% rooms-katholiek was. 

## Bisschoppen
- Joseph Weigl, M.S.C. (1961-1982)
- Joseph Kumuondala Mbimba (1982-1991)
- Joseph Mokobe Ndjoku (1993-2001)
- Fridolin Ambongo Besungu, O.F.M. Cap. (2004-2018)
- Toussaint Iluku Bolumbu, M.S.C. (2019- )